# Астара (Азербайджан)
Астара́ (азерб. Astara, тал. Ostoro) — город в Азербайджанской Республике, административный центр Астаринского района.
Второй по значимости после Ленкорани крупный городской центр популяции талышского народа в Азербайджане и его этнической родины, Талыша (Талышистана).
Расположен на крайнем юго-востоке страны, на левом берегу реки Астара (Астарачай) при впадении её в Каспийское море. По реке проходит государственная граница с Исламской Республикой Иран. В 3 км от города находится железнодорожная станция Астара. 
Некогда единый город вместе с современным одноимённым иранским городом, в 1813 году по Гюлистанскому договору две части города были разделены между Российской империей и Каджарской Персией по реке Астарачай, по которой была проведена граница между этими двумя государствами. С тех пор часть города к югу от реки принадлежала иранским государствам, а часть к северу — Российской империи, Азербайджанской ССР (в составе СССР) и наконец, с 1991 года, Азербайджанской Республике.

## Этимология
По сведениям немецкого путешественника XVII века Адама Олеария «он [город] назывался Астарою по области». Город расположен на низменном морском берегу и название Астара, по Поспелову, означает «низкое место, низменность». Согласно же П. В. Жило и А. Н. Косареву название «Астара» происходит от персидского слова эстерахат — «отдых».

## История
В Российской империи Астара являлась одним из селений Ленкоранского уезда Бакинской губернии. В 1911 году в Астаре имелась таможня, пограничный пост с лазаретом, почтово-телефонная контора, православная церковь, базар и аптека. В 1915 году открылось нефтедобывающее предприятие Астаринский Магал.
В период Гражданской войны Астара несколько раз переходила из рук в руки то большевикам, то мусаватистам, пока 4 мая 1920 года она не была занята частями Красной Армии в ходе Бакинской операции. В декабре того же года, действовавшие в Ленкоранском уезде отряды мятежников под командованием Джемал-паша, атаковали астаринский гарнизон, вынудив красноармейцев оставить населённый пункт и уйти на персидскую сторону. Подошедшие на рассвете 23 декабря к Астаре транспорты начали высадку войск и, сломив сопротивление противника артиллерией кораблей Каспийской флотилии, части Красной Армии восстановили контроль над Астарой.
В 1945 году посёлок городского типа Астара получил статус города.

## Климат
Климат — влажный, субтропический океанический климат.
Средняя температура января +3,8°C, июля — +24,7°C. Территория Астары (Осторо), охватывает большую часть юго-западного берега Каспийского моря до вершин Талышских гор высотой до 2500 метров над уровнем моря.
На климат Астары оказывают значительное влияние море (летом от него прохладнее, зимой оно согревает). Климат очень влажный (особенно вдоль побережья). Подобный климат наблюдается в соседнем Иране, в китайском Шанхае, Чэнду, а также на острове Тасмания, Новая Зеландия.
Максимум осадков приходится на осенний период времени года — преимущественно в виде дождя. Зима тёплая, лето жаркое и влажное. Благодаря близости моря, высокие летние температуры несколько корректируются в сторону понижения и благоприятны для природы и человека. Подобный тип климата подходит для произрастания разного рода субтропических и умеренных культур. Поскольку Астара расположена на северной границе субтропиков, зимой здесь изредка возможны заморозки и снегопады, но на побережье городской черты они бывают крайне редко и держатся в течение нескольких дней.
Всего на территории Астаринского района и г. Астара произрастает около 2500 видов растений. Склоны Талышских гор ближе к Астаре покрыты можжевелово-дубовыми лесами и кустарниковыми зарослями субтропического характера. Обилие как местных, так и иноземных видов вечнозелёных растений делает леса привлекательными во все времена года. Основу их составляют сосна обыкновенная и чинары, но наряду с ними встречаются: можжевельник, дуб, клён Стевена, дуб пушистый, дуб скальный, осина, бук, кедр, граб, берест, кизил, тис, рябина, груша, а также немало других деревьев и кустарников. При этом имеется реликтовые растения, такие как железное дерево(дамир агадж), ленкоранская акация, айва, алыча, азгил, хурма. К растениям-экзотам относятся и столь привычные для талышского региона: кипарис, магнолия, глициния, веерная пальма, иглица, лавр благородный, ясень, скумпия, пихта, платан, инжир, гранатник, агава, опунция, фейхоа, лимоны, мандарины, киви, чай, эвкалипт, тунг.

## Население
По данным «Кавказского календаря» на 1910 год в урочище Астара Ленкоранского уезда на 1908 год проживало 370 человек, состоящие преимущественно из азербайджанцев, указанных в календаре как «татары».
Согласно сборнику сведений по Бакинской губернии 1911 года в Астаре проживали талыши, русские и армяне в 197 домах в количестве 1857 человек.
По данным «Кавказского календаря» на 1915 года численность населения возросла до 3850 человек, но основным населением отмечены русские.
Город населён преимущественно талышами и тюрками. По состоянию на 2009 год в городе проживает 16 515 человек.
Динамика численности населения Астары по данным советских переписей
| 1910 | 1911 | 1915 | 1959 | 1970 | 1979   | 1989   |
| ---- | ---- | ---- | ---- | ---- | ------ | ------ |
| 370  | 1857 | 3850 | 5381 | 9125 | 11,950 | 12,957 |

## Галерея

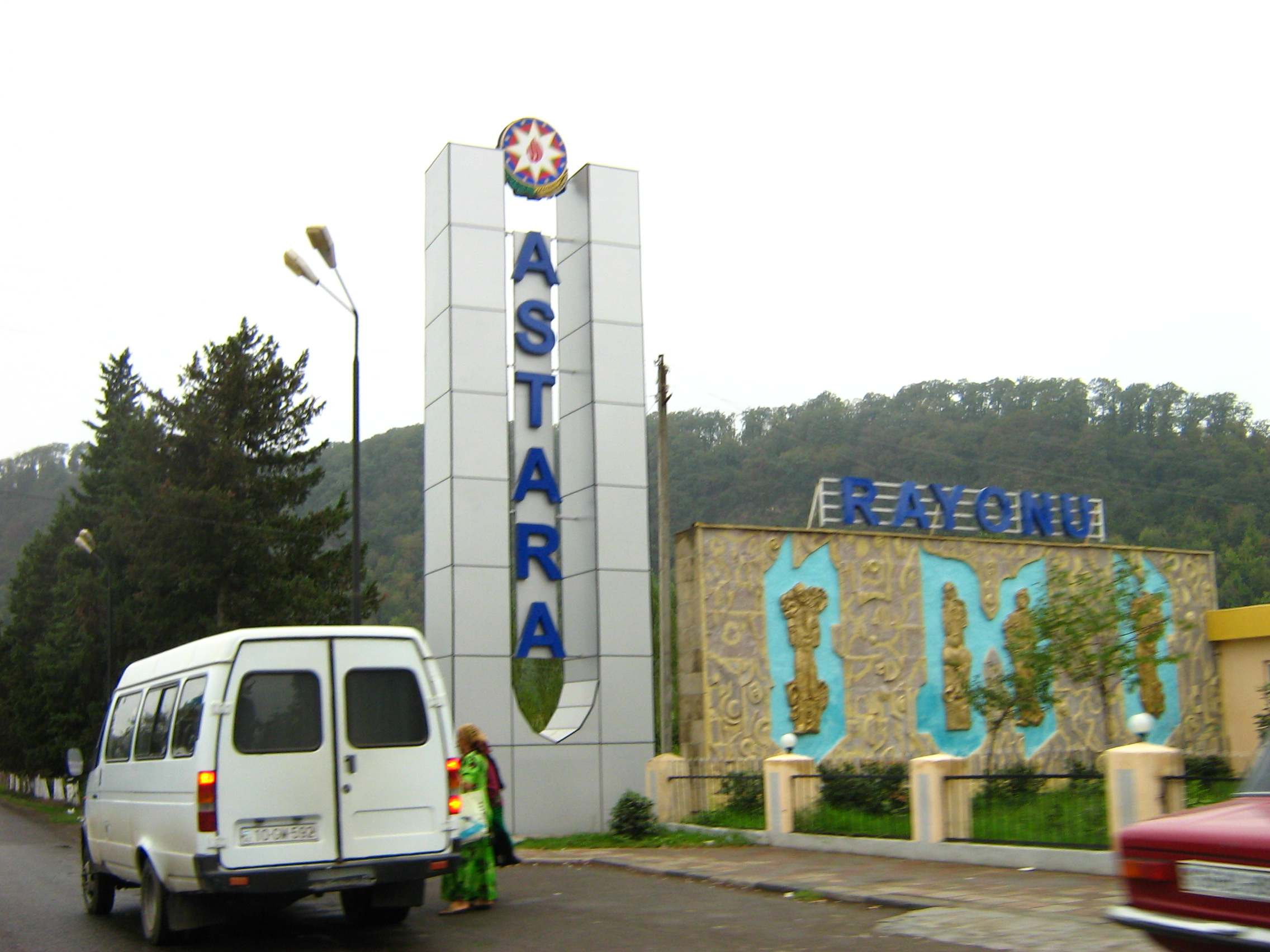
Въезд в Астаринский район
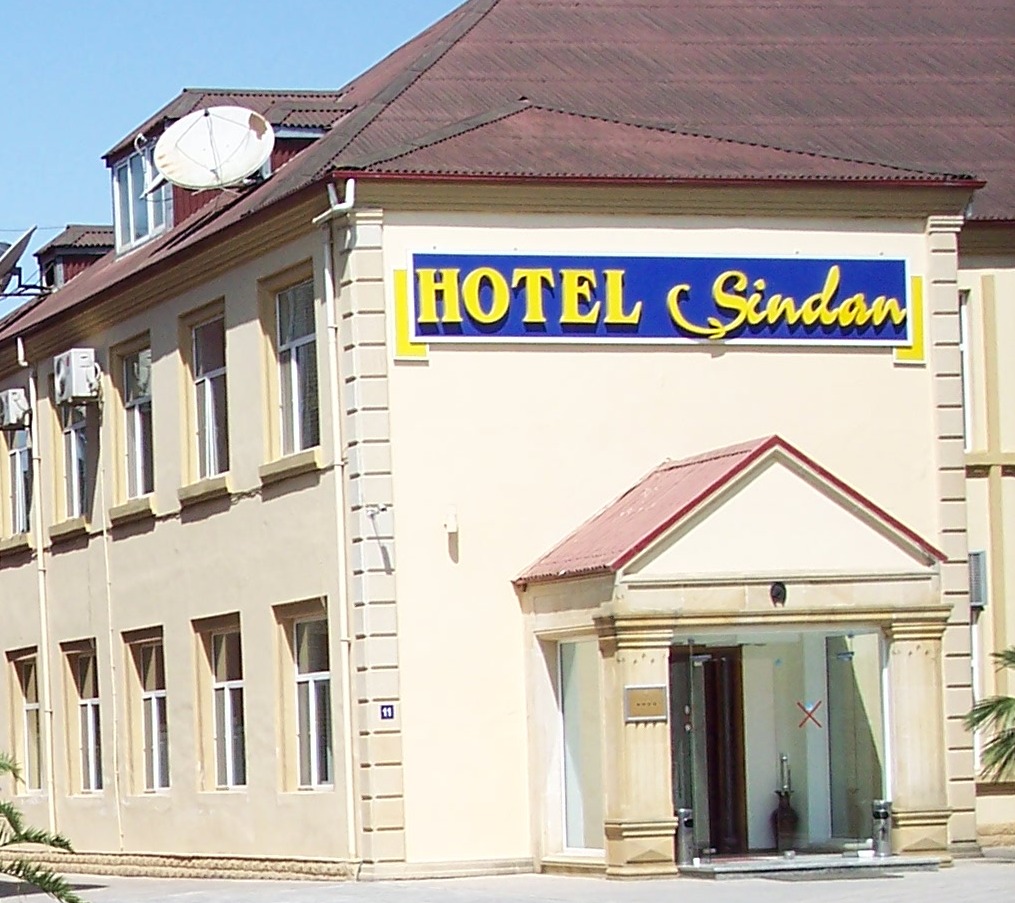
Четырёхзвёздочный отель Шиндан в Астаре
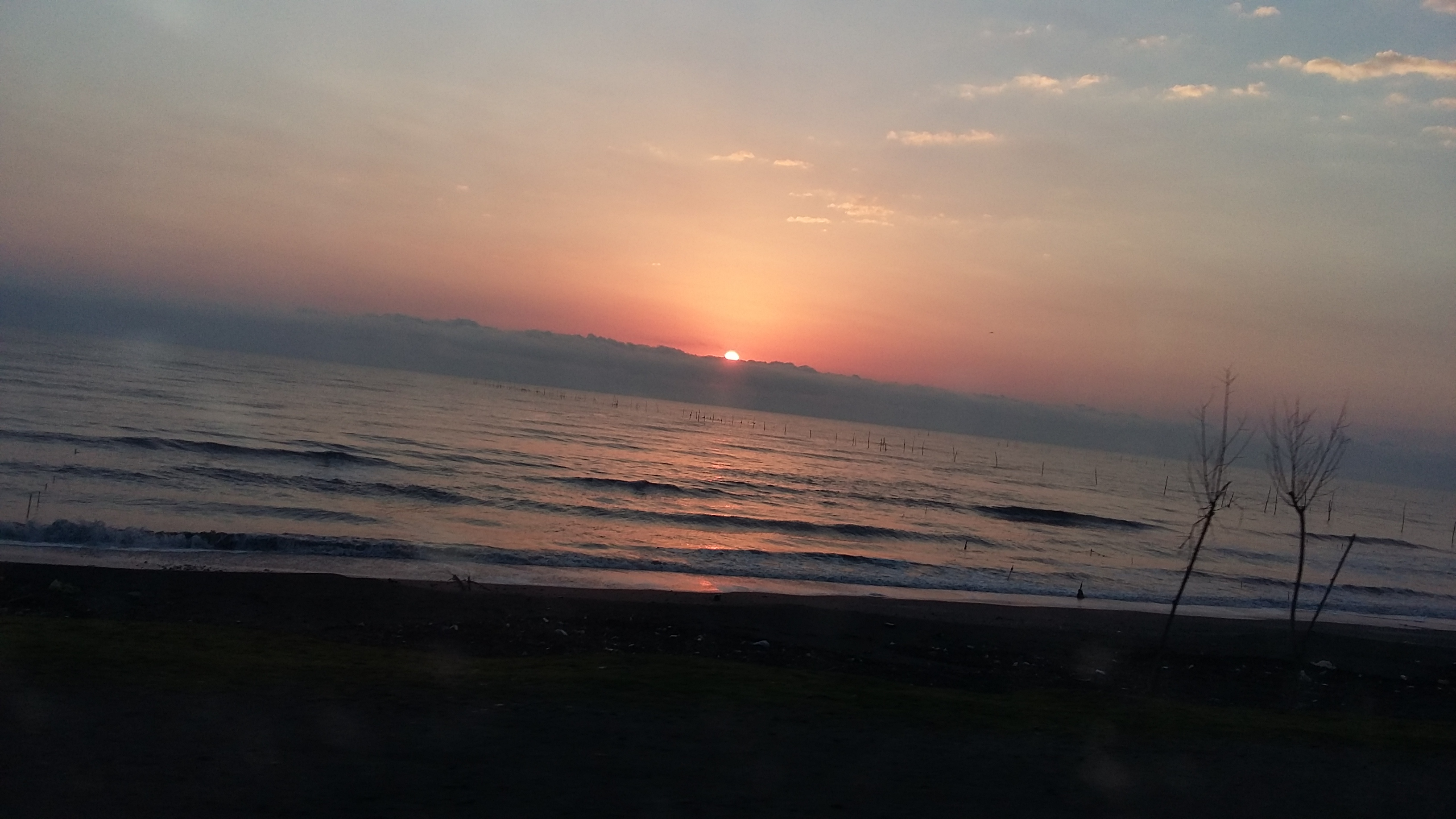
Каспийское море в Астаре
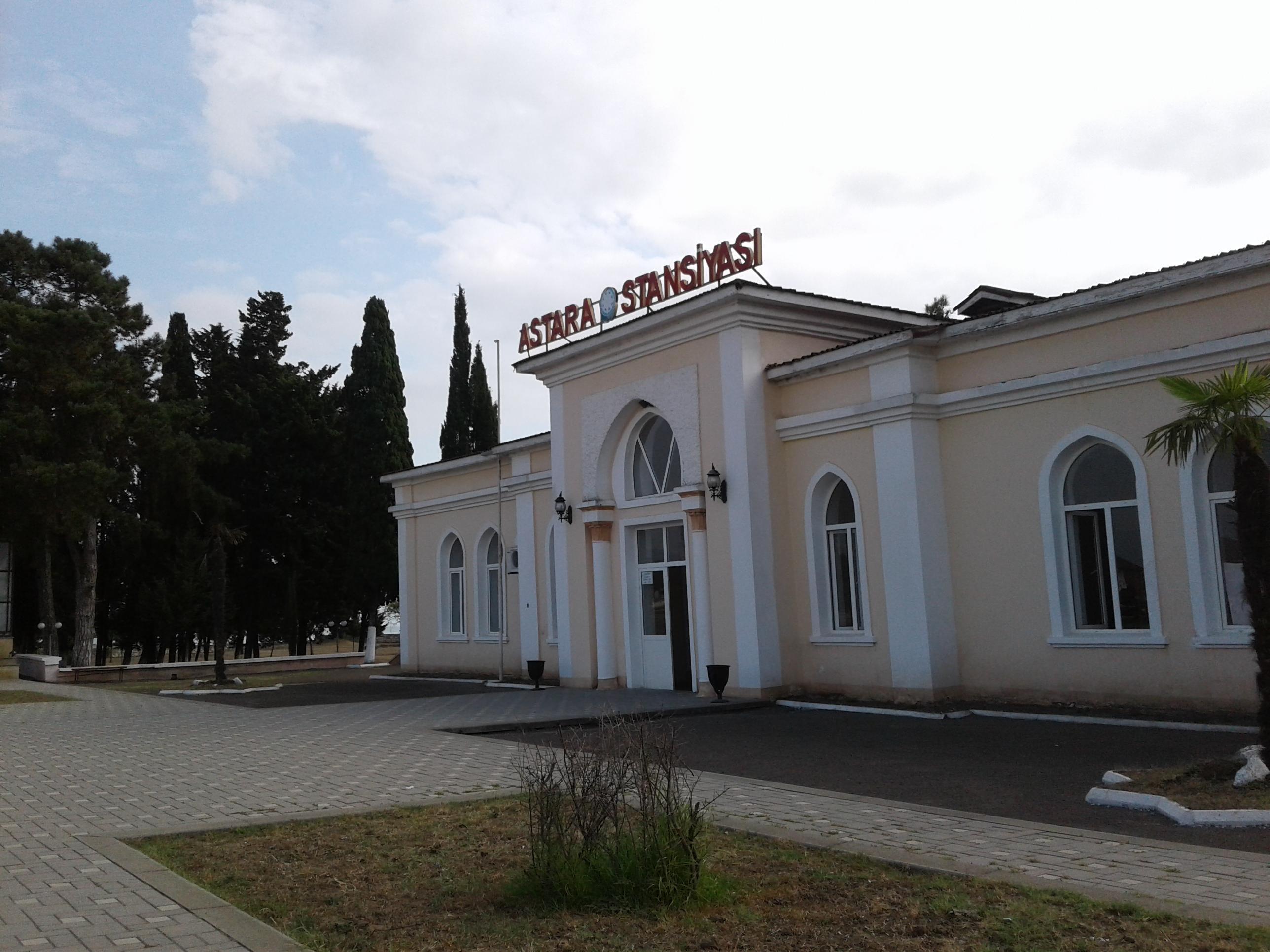
ж/д станция Астара